# ستوديو يو.ان
ستوديو يو ان (بالإنجليزية: UNStudio)‏ أو كما يعرف سابقاً بـ فان بركل وبوس (بالهولندية: Van Berkel en Bos Architectenbureau)‏ هو مكتب هولندي متخصص في الهندسة المعمارية، والتنمية الحضرية، و«البنية التحتية». تأسس في عام 1998 من قبل بن فان بركل وكارولين بوس. الأحرف الأولى (U N) تعني (United Network) «الشبكة المتحدة»، في إشارة إلى الطابع التعاوني بين الأفراد من مختلف البلدان الذين لهم خلفيات وتدريب تقني في العديد من المجالات. وقدر عدد الموظفين 100، والإدارة اثنين والشركاء ثلاثة، المعماريين مثل ويني الماس (Winy Maas) وجاكوب فان ريجس (Jacob van Rijs) الذي ساهم في تأسيس م.ف.ر.د.ف (MVRDV).
من مقر الشركة في أمستردام وشانغهاي، عمل الاستوديو منذ إنشائه على المشاريع الدولية، وأنتج مجموعة واسعة من الأعمال التي تتراوح بين المباني العامة، والبنية التحتية، والمكاتب، والمعيشة، والمنتجات، والخرائط الحضرية الرئيسية. من ضمن المشاريع:
- مجمع المكاتب لمكتب الوكالة التنفيذية للتعليم والضرائب في جرونينجن، هولندا (قيد الإنشاء في عام 2011)
- جسر إيراسموس، روتردام (1990-1996) [7]
- محطة كهرباء امرسفورت، هولندا (1994)[8]
- مجمع مكاتب لا ديفينس، المير (1999-2004)
- بيت موبيوس، منطقة غوي (1993-1998)[9]
- محطة كهرباء فرعية في انسبروك، النمسا (2002)[8]
- متحف مرسيدس بنز الجديد في شتوتغارت (2001-2006)
- مسرح أغورا في ليليستاد (2002-2007)
- فيلا NM ، مقاطعة سوليفان، نيويورك، دمرها النيران في عام 2008
- Five Franklin Place، New York City
- كرسي لوالتر كنول
- ساحة التسوق الفاخرة بليس ستار في كاوشيونغ، تايوان
- مسرح الموسيقى (MUMUTH) في غراتس، النمسا
- بورنهام بافيليون، شيكاغو
- ديفيد باني مطار كوتايسي الدولي، كوتايسي، جورجيا
- محطة أرنهيم المركزية، هولندا (1996-2015)
- رافلز سيتي (هانغتشو)